# تايب 10
تايب 10 (باليابانية: 10式戦車) (بالإنجليزية: Type 10)‏ ، هي دبابة قتال رئيسية يابانية متقدمة من الجيل الرابع. دخلت الدبابة الخدمة سنة 2012، و تتميز بقدرتها على الحركة نظرا لخفة وزنها وقوة محركها وناقل الحركة الآلي ونظام التعليق الهيدروليكي الحديث. الدبابة مسلحة بمدفع املس عيار 120 ملم . أيضا هي مزودة بنظام تحكم بالنيران متقدم جدا. هذه الدبابة غير معدة للتصدير لان القانون الياباني يمنع تصدير الاسلحة وهذا ما فرض عليها منذ نهاية الحرب العالمية الثانية.
من المخطط أن يحل محل بمرور الوقت تايب 74 القديم ويكمل أسطول الدبابات تايب 90.

## التصميم
تتميز دبابه القتال الرئيسيه تايب 10 بالتصميم الكلاسيكي لدبابات القتال الرئيسيه بوجودالسائق في الأمام ووحدة القتال في الوسط وحزمة الطاقة في الخلف.

الطاقم مكون من 3 أفراد: يجلس السائق في الجزء الوسط الأمامي والمدفعي على الجانب الأيسر من البرج والقائد على الجانب الأيمن من البرج.

## الدرع
استخدام صفائح تدريع من السيراميك المركب حسن التدريع الجانبي لهذه الدبابة بالمقارنة بالدبابة تايب 90.

والتدريع هو من نوع فولاذ نانو-كريستال «وهو اقوى صلابه بثلاث مرات من الفولاذ العادي».

تم تحويل المنظار البانورامي للقائد إلى اليمين ووضعه في مكان اعلى من مكانه في الدبابة تايب 90 وبالتالي اعطاء القائد زاويه اوسع للاستطلاع والنظر.

تدريع الدبابة كما ذكرنا هو من نوع معياري يسمح بنصب أنواع مختلفه من طبقات التدريع وفقا للمهمه الموكوله للدبابه.

وزن الدبابة بدون تدريع هو 40 طن لكن يبلغ وزنها عندما تكون مجهزه بالكامل تدريعا وتسليحا إلى 48 طن.

النموذج الذي عراض في فبراير 2008 كان يزن 44 طنا.

## التسليح
تستعمل الدبابة تايب 10 مدفعا رئيسيا املس السبطانه عيار 120 ملم ذو ملقم الي تم تطويره محليا من قبل صناعه الفولاذ اليابانيه والتي صنعت مدفع راينميتال 120 مم الألماني الخاص بدبابه ليوبارد برخصه لصالح الدبابة تايب 90.

مدفع الدبابة تايب 10 قادر على اطلاق القذائف الخارقة للدروع المستقرة بزعانف نابذة القبقاب تايب 10 الجديده«والمخصصه اصلا لمدفع هذه الدبابة» كما انه قادر على اطلاق القذائف الخارقة للدروع المستقرة بزعانف نابذة القبقاب جي ام 33 الخاصة بمدافع 120 ملم الخاصة بالناتو.

التسليح الثانوي يتكون من رشاش محوري عيار 7.62 ملم من طراز تايب 64 على الجانب الايسر من المدفع الرئيسي مع رشاش عيار 12.7 ملم طراز ام 2 اج بي على سطح الدبابة يمكن التحكم به من داخل البرج.

توجد على كل جانب من البرج مجموعه من اربع قواذف لقنابل الدخان تعمل بالكهرباء لتوفير ستائر الحماية الدخانيه للدبابه من التهديدات المعاديه.

## الإلكترونيات
- تحمل الدبابة تايب 10 نظام C4I متطور قادر على ربط ودمج الدبابة مع شبكة قوه الدفاع الذاتي اليابانية وعلى هذا الاساس ترتبط هذه الدبابة بواسطه هذا النظام مع باقي الدبابات ومع قوات المشاة عن طريق نظام ReCS.

يتيح نظام التحكم في النار المتقدم للدبابة إمكانية الإشتباك مع الأهداف الثابتة والمتحركة.

تشمل الميزات الأخرى لدبابة تايب 10 نظام إدارة ساحة المعركة الرقمية ونظام الملاحة للتنسيق السريع وزيادة الوعي الظرفي.

## الدول المالكة
-  اليابان : تمتلك 76 دبابه وتخطط لاقتناء 12 دبابه اضافية.

## وصلات خارجية
- TRDI Official Photos of Type 10 tank #1
- TRDI Official Video of TK-X tank
- 10式戦車 スラローム射撃 JGSDF Type 10 MBT – Car Watch YouTube
- Type 10 From Wikipedia, the free encyclopedia https://en.wikipedia.org/wiki/Type_10